# Lynsted with Kingsdown
Lynsted with Kingsdown är en civil parish i grevskapet Kent i sydöstra England. Den ligger i distriktet Swale och utgörs av orten Lynsted samt byn Kingsdown. Civil parishen hade 1 233 invånare vid folkräkningen år 2021.